# به عشق خدا
به عشق خدا (به انگلیسی: For the Love of God) نام گرانقمیت‌ترین اثر هنری معاصر در جهان است.
این مجسمهٔ الماس‌نشان کار هنرمند بریتانیایی دیمین هرست می‌باشد.
این اثر هنری جمجمه‌ای ساخته شده از فلز پلاتین با ۸۶۰۱ قطعه الماس است که دندان‌هایش متعلق به مردی از سدهٔ هجدهم میلادی می‌باشد. تصویری از یک گلابی بر این جمجمه نقش بسته شده‌است. این اثر هنری به قیمت ۵۰ میلیون پوند فروخته شده‌است.

## نگارخانه

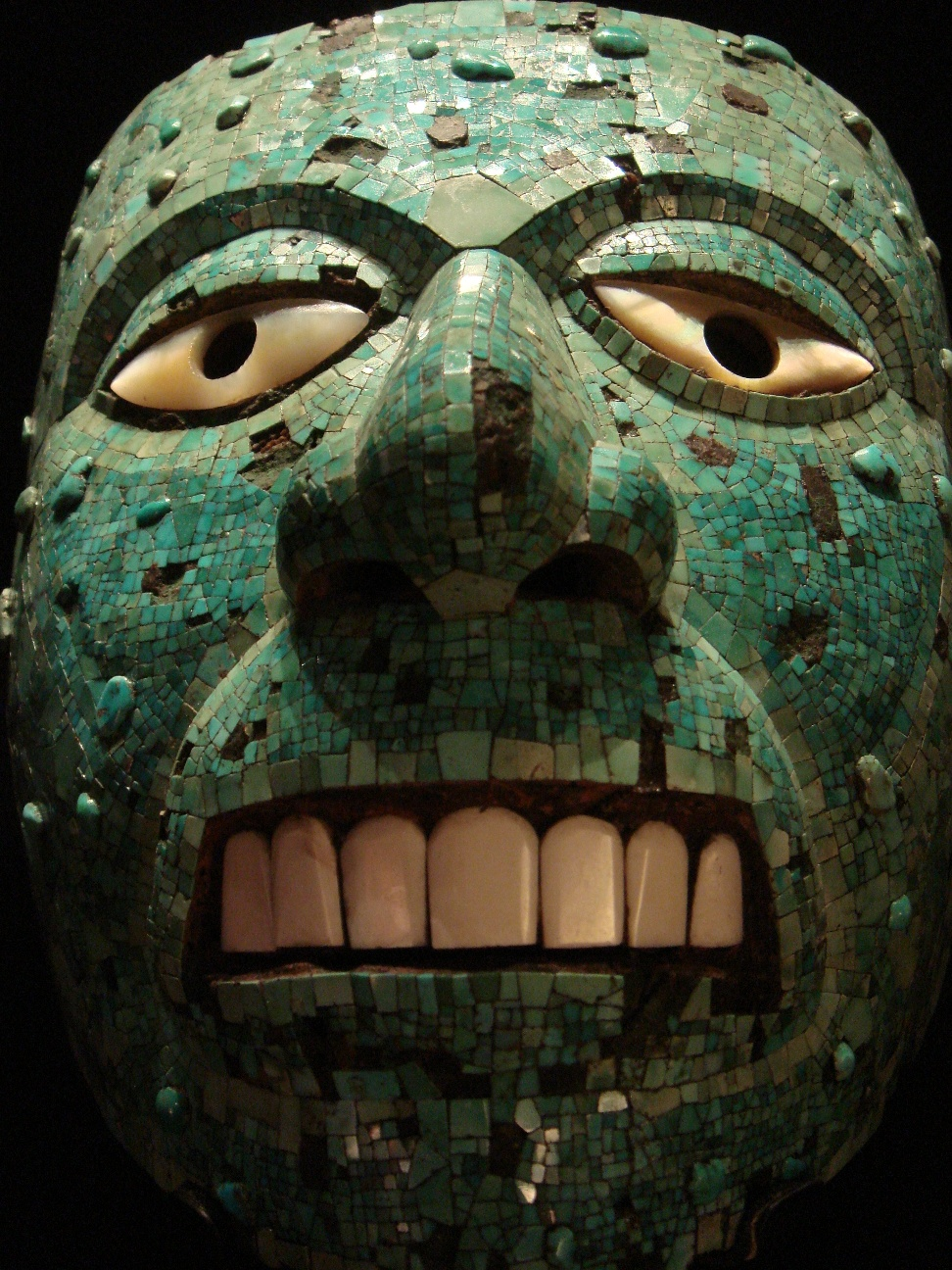
یک نمونه از یک ماسک آزتک‌ها در فیروزه inlay و سایر مواد،  موزه بریتانیا